# 7553 Buie
7553 Buie eller 1981 FG är en asteroid i huvudbältet som upptäcktes den 30 mars 1981 av den amerikanske astronomen Edward L.G. Bowell vid Anderson Mesa Station. Den är uppkallad efter den amerikanske astronomen Marc William Buie.
Asteroiden har en diameter på ungefär 20 kilometer och den tillhör asteroidgruppen Nysa.